# إنجيون
الإنجيون (أو آل إنجو) سلالة إيرانية  من أصل فارسي حكمت مدينتي شيراز وأصفهان تحت ظل الإلخانيين خلال القرن الرابع عشر. وأصبح أعضاؤها حكامًا مستقلين بحكم الأمر الواقع بعد تفكك الدولة الإيلخانية حتى هزيمتهم في عام 1357.

## قبل تفكك الدولة الإيلخانية
سيطر الإنجيون على أجزاء من إيران، وخاصة فارس، وفي عام 1304 في بداية حكم الإلخان محمد أولجايتو. منح الإلخان أولجايتو لشرف الدين محمود شاه السيطرة على الإنجو (أو الإنجي؛ وهي الكلمة المغولية التي تشير إلى العقارات الملكية). يُقال إن شرف الدين ينحدر من عبد الله الأنصاري، وهو صوفي من هرات عاش في القرن الحادي عشر. ساعد ابنه، أمير غياث الدين كاي خسرو، عائلة أخرى، وهي المظفريون، في استيلائهم على يزد. وبحلول عام 1325، كان شرف الدين قد أحكم قبضته شبه المطلقة على المنطقة. أثار نفوذه استياء خليفة أولجيتو، أبو سعيد، الذي أمر بعزل شرف الدين وإرسال الشيخ حسين بن جوبان ليحل محله. قاوم كاي خسرو، الذي حكم شيراز لصالح والده، وأُجبر الشيخ حسين على العودة مع جيش إيلخاني. وفي أثناء حياة أبي سعيد أيضًا، سُجن شرف الدين في تبريز بسبب محاولته الفاشلة لقتل خلفه.

## استقلال

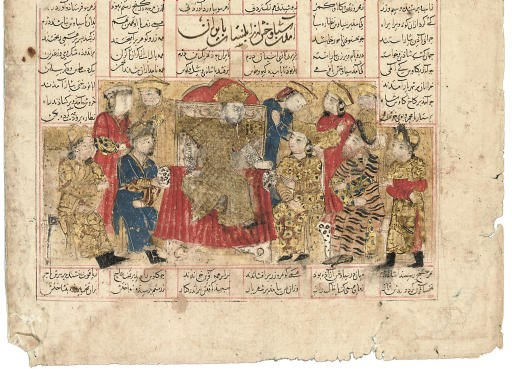
كاي كاوس في مؤتمر مع سياوش ورستم، إنجو شيراز، 1341.

مع وفاة أبي سعيد في عام 1335، تولى أربا كيون العرش، فأعدم شرف الدين؛ وانسحب اثنان من أبناء شرف من المعسكر الملكي (الأمير جلال الدين مسعود شاه، الذي فر إلى حسن بزرك؛ والشيخ أبو إسحاق إلى الأمير علي باديشة) من المشهد. في هذه الأثناء، كان كاي خسرو يُرسّخ سلطته في شيراز. وعندما وقع أربا كيون في قبضة المتمردين، أُرسل إلى مسعود شاه، الذي قتله. ثم شغل مسعود شاه منصب الوزير تحت إمرة الجلائريين الإلخان محمد خان [الإنجليزية]؛ وعندما قُتل هذا الأخير، توجه إلى شيراز. وقد دخل الأخوان في صراع، ولم يُسوى الصراع إلا بوفاة كاي خسرو (1338/9).
واجه مسعود شاه بسرعة المزيد من التحديات التي تهدد حكمه. وبعد عام من وفاة كاي خسرو، هرب الابن الرابع لشرف الدين، شمس الدين محمد، من سجن أخيه في قلعة صفيد، وانضم إلى الجوبانيين. توجه شمس الدين برفقة الجوباني بير حسين إلى شيراز، حيث استوليا عليها. فر مسعود شاه إلى لورستان . لكن بير حسين قام بقتل شمس الدين، مما أدى إلى فقدانه الدعم في المدينة، واضطر إلى الانسحاب. لكن بير حسين استعاد المدينة في العام التالي. حاول مسعود شاه الاستفادة من الاقتتال الداخلي بين جوبانيد، فتحالف مع ياغي باستي للاستيلاء على المدينة، التي سقطت في هذه الأثناء في أيدي أبي إسحاق. وقد أعطاه بير حسين مدينة أصفهان، ثم استولى على شيراز أيضًا. وعندما قام ياغي باستي بقتل مسعود شاه في نفس العام، أصبح أبو إسحاق الابن الوحيد الباقي لشرف الدين. استولى على شيراز من ياغي باستي في آذار 1343.

## سقوط الإنجيين بقيادة أبي إسحاق

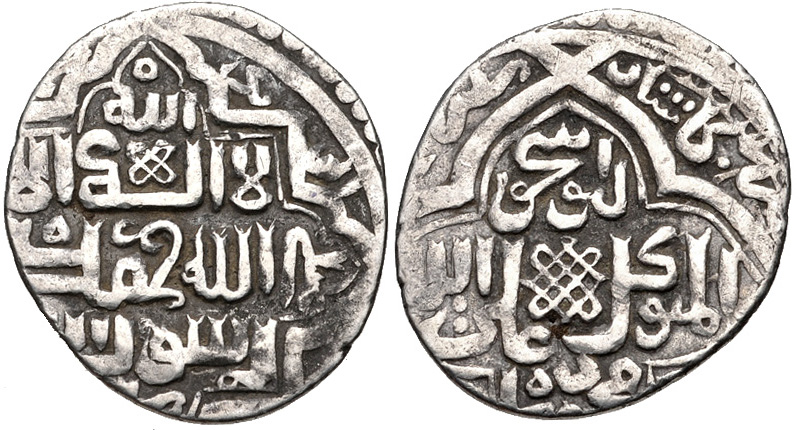
عملة أبي إسحاق الإنجي.

وكان هدف جمال الدين أبو إسحاق هو فتح كرمان؛ ولذلك قام بحملات ضد المظفريين، الذين كان يقودهم مبارز الدين محمد. وتصاعدت حدة التنافس بين الطرفين خلال حملة ضد مدينة يزد المظفرية خلال عامي 1350 و1351. وردًا على ذلك، غزا مبارز الدين بلاد فارس (في الداخل الإيراني) في عام 1352. وبعد هزيمة الإنجييين في المعركة، حاصر شيراز في عام 1353. أبو إسحاق، الذي أصبح يعاني من جنون العظمة بشكل متزايد، أمر بإبادة حيين من المدينة من أجل اقتلاع الخونة. وخوفًا على قومه، أعطى رئيس الحي الآخر مفتاح بوابته إلى ابن مبارز الدين، شاه شجاع. وأُرغم أبو إسحاق على الاستسلام، إلا أنه نجا وتوجه إلى أصفهان بدعم من الجلائريين. لكن مبارز الدين حاصر تلك المدينة أيضًا، واستولى عليها في عام 1357. واستسلم أبو إسحاق مرة أخرى، وأُرسل إلى شيراز، وأُعدم. سقطت أراضي الإنجييين الآن في أيدي المظفريين، الذين احتفظوا بها حتى هجوم تيمور بعد أربعين عامًا.

## الحكام الإنجيون
- شرف الدين محمود شاه (1304–1325)
- الأمير غياث الدين كاي خسرو (1336–1338/9)
- الأمير جلال الدين مسعود شاه (في معارضة كاي خسرو) ( ق. 1338–1342 )
- شمس الدين محمد (في معارضة مسعود شاه) (1339)
- الشيخ جمال الدين أبو إسحاق إنجي [الإنجليزية] ( ق. 1343–1357 )